# 德溪镇
德溪镇，原为德溪乡，是中华人民共和国四川省凉山彝族自治州金阳县下辖的一个乡镇级行政单位。2021年1月12日，撤销德溪乡和老寨子乡，设立德溪镇。以原德溪乡和原老寨子乡所属行政区域为德溪镇的行政区域。

## 行政区划
德溪镇下辖以下地区：
德姑村、德渣村、双龙坝村、李子坪村和黄桷坪村。